# Badminton-Asienmeisterschaft 1989
Die Badminton-Asienmeisterschaft 1989 fand vom 18. bis zum 23. Dezember 1989 in Shanghai statt. Es wurde nur der Teamwettbewerb für Herrenmannschaften ausgetragen.

## Medaillengewinner
| Disziplin  | Gold | Silber | Bronze |
| ---------- | --- | --- | --- |
| Herrenteam | Volksrepublik China Wu Wenkai Li Yongbo Tian Bingyi Xiong Guobao Huang Zhanzhong Zheng Yumin Zhao Jianhua | Indonesien Aryono Miranat Richard Mainaky Alan Budikusuma Bagus Setiadi Imay Hendra Joko Suprianto Icuk Sugiarto | Südkorea Choi Sang-bum Phyun Kwang-min Sung Han-kuk Shon Jin-hwan Kwak Chan-ho Park Joo-bong Kim Moon-soo Kim Hak-kyun Malaysia Rashid Sidek Jalani Sidek Wong Tat Meng Ong Ewe Chye Cheah Soon Kit Soo Beng Kiang |

## Vorrunde

### Gruppe A
| Platz | Team        | Pld | W | L | MF | MA | MD | GF | GA | GD | PF | PA | PD | Pts | Qualifikation |
| ----- | ----------- | --- | - | - | -- | -- | -- | -- | -- | -- | -- | -- | -- | --- | ------------- |
| 1     | Sri Lanka   | 3   | 3 | 0 | 0  | 0  | 0  | 0  | 0  | 0  | 0  | 0  | 0  | 3   |               |
| 2     | Nordkorea   | 3   | 2 | 1 | 0  | 0  | 0  | 0  | 0  | 0  | 0  | 0  | 0  | 2   |               |
| 3     | Pakistan    | 3   | 1 | 2 | 0  | 0  | 0  | 0  | 0  | 0  | 0  | 0  | 0  | 1   |               |
| 4     | Bangladesch | 3   | 0 | 3 | 0  | 0  | 0  | 0  | 0  | 0  | 0  | 0  | 0  | 0   |               |

### Gruppe B
| Platz | Team     | Pld | W | L | MF | MA | MD | GF | GA | GD | PF | PA | PD | Pts | Qualifikation |
| ----- | -------- | --- | - | - | -- | -- | -- | -- | -- | -- | -- | -- | -- | --- | ------------- |
| 1     | Hongkong | 3   | 3 | 0 | 0  | 0  | 0  | 0  | 0  | 0  | 0  | 0  | 0  | 3   |               |
| 2     | Singapur | 3   | 2 | 1 | 0  | 0  | 0  | 0  | 0  | 0  | 0  | 0  | 0  | 2   |               |
| 3     | Iran     | 3   | 1 | 2 | 0  | 0  | 0  | 0  | 0  | 0  | 0  | 0  | 0  | 1   |               |
| 4     | Nepal    | 3   | 0 | 3 | 0  | 0  | 0  | 0  | 0  | 0  | 0  | 0  | 0  | 0   |               |

## 2. Runde

### Gruppe A
| Platz | Team       | Pld | W | L | MF | MA | MD | GF | GA | GD | PF | PA | PD | Pts | Qualifikation |
| ----- | ---------- | --- | - | - | -- | -- | -- | -- | -- | -- | -- | -- | -- | --- | ------------- |
| 1     | Indonesien | 2   | 2 | 0 | 0  | 0  | 0  | 0  | 0  | 0  | 0  | 0  | 0  | 2   |               |
| 2     | Japan      | 2   | 1 | 1 | 0  | 0  | 0  | 0  | 0  | 0  | 0  | 0  | 0  | 1   |               |
| 3     | Nordkorea  | 2   | 0 | 2 | 0  | 0  | 0  | 0  | 0  | 0  | 0  | 0  | 0  | 0   |               |

### Gruppe B
| Platz | Team      | Pld | W | L | MF | MA | MD | GF | GA | GD | PF | PA | PD | Pts | Qualifikation |
| ----- | --------- | --- | - | - | -- | -- | -- | -- | -- | -- | -- | -- | -- | --- | ------------- |
| 1     | Malaysia  | 2   | 2 | 0 | 0  | 0  | 0  | 0  | 0  | 0  | 0  | 0  | 0  | 2   |               |
| 2     | Indien    | 2   | 1 | 1 | 0  | 0  | 0  | 0  | 0  | 0  | 0  | 0  | 0  | 1   |               |
| 3     | Sri Lanka | 2   | 0 | 2 | 0  | 0  | 0  | 0  | 0  | 0  | 0  | 0  | 0  | 0   |               |

### Gruppe C
| Platz | Team              | Pld | W | L | MF | MA | MD | GF | GA | GD | PF | PA | PD | Pts | Qualifikation |
| ----- | ----------------- | --- | - | - | -- | -- | -- | -- | -- | -- | -- | -- | -- | --- | ------------- |
| 1     | Südkorea          | 2   | 2 | 0 | 0  | 0  | 0  | 0  | 0  | 0  | 0  | 0  | 0  | 2   |               |
| 2     | Chinesisch Taipeh | 2   | 1 | 1 | 0  | 0  | 0  | 0  | 0  | 0  | 0  | 0  | 0  | 1   |               |
| 3     | Hongkong          | 2   | 0 | 2 | 0  | 0  | 0  | 0  | 0  | 0  | 0  | 0  | 0  | 0   |               |

### Gruppe D
| Platz | Team                | Pld | W | L | MF | MA | MD | GF | GA | GD | PF | PA | PD | Pts | Qualifikation |
| ----- | ------------------- | --- | - | - | -- | -- | -- | -- | -- | -- | -- | -- | -- | --- | ------------- |
| 1     | Volksrepublik China | 2   | 2 | 0 | 0  | 0  | 0  | 0  | 0  | 0  | 0  | 0  | 0  | 2   |               |
| 2     | Thailand            | 2   | 1 | 1 | 0  | 0  | 0  | 0  | 0  | 0  | 0  | 0  | 0  | 1   |               |
| 3     | Singapur            | 2   | 0 | 2 | 0  | 0  | 0  | 0  | 0  | 0  | 0  | 0  | 0  | 0   |               |

## Endrunde
|  | Halbfinale          | Halbfinale  |                     |            | Finale      | Finale      |
|  |                     |             |                     |            |             |             |
|  | 16. Februar         |             |                     |            |             |             |
|  | Volksrepublik China | 4           |                     |            |             |             |
|  | Südkorea            | 1           |                     |            | 17. Februar | 17. Februar |
|  |                     |             | Volksrepublik China | 5          |             |             |
|  | 16. Februar         | 16. Februar |                     | Indonesien | 0           |             |
|  | Malaysia            | 0           |                     |            |             |             |
|  | Indonesien          | 5           |                     |            |             |             |
|  |                     |             |                     |            |             |             |